# 燃えあがる女性記者たち
『燃えあがる女性記者たち』（もえあがるじょせいきしゃたち、Writing with Fire）は、スシュミト・ゴーシュとリントゥ・トーマス監督による2021年のインドのドキュメンタリー映画である。映画祭などでは『燃え上がる記者たち』という日本語タイトルが使用されたこともある。
最下層カーストの被差別民であるダリットの女性たちが運営する新聞『カバル・ラハリヤ』（「ニュースの波」の意）が14年続いた紙媒体からスマートフォンを使ったデジタルジャーナリズムへと移行する過程がとらえられている。
ワールド・プレミアは2021年サンダンス映画祭で行われ、ワールドシネマ・ドキュメンタリー部門の観客賞と審査員特別賞（変化への影響）を獲得した。第94回アカデミー賞長編ドキュメンタリー映画賞にノミネートされた。

## 内容
インドで唯一ダリット（不可触民）の女性によって運営される通信社のカバル・ラハリヤがとらえられる。スマートフォンを手にした女性ジャーナリストたちはインドで最も困難な地域から危険を顧みず、権力の真実を報じるために取材を行う。

## 評価
Rotten Tomatoesでは37件のデビューで支持率は100%、平均点は8.50/10となっており、「『燃えあがる女性記者たち』はジャーナリストの力に感動的な賛辞を送り、それに対抗する勢力を冷ややかに垣間見せている」とまとめられた。Metacriticでは11件の批評に基づいて加重平均値は83/100と示された。
『バラエティ』のジェシカ・キアンはこの映画を「インドの草の根ジャーナリズムの誇りに対する感動的なトリビュートが盛り上がる」と評した。『ハリウッド・リポーター』のインクー・カンは「洞察力に富んで感動的」、『インディーワイア』のケイト・アーブランドは「奥深い」と評した 。『ロサンゼルス・タイムズ』紙は映画を「重要な市民ジャーナリズムの最前線からの活気に満ちた刺激的な発信」と評し、また『サンフランシスコ・クロニクル』は5つ星を与えて「ウッドワードとバーンスタインでさえインドの『燃えあがる女性記者たち』の女性記者たちに刺激を受けるだろう」と評した。

## 受賞とノミネート
2021年サンダンス映画祭ではワールドシネマ・ドキュメンタリー部門の観客賞と審査員特別賞（変化への影響）を獲得した。また第94回アカデミー賞長編ドキュメンタリー映画賞にノミネートされた。

## 批判
この映画の主人公であるメディア団体カバル・ラハリヤは、当初はこの映画を歓迎するメッセージを発したものの、その後、2022年3月にこの映画から距離を取る声明を公式ウェブサイトで発表した。「この〔映画が描きだす〕物語は、私たちの一部を捉えているけれども、部分的な物語はときに全体像を歪めるものです」と述べるこの声明の要点は、以下の二点にまとめられる。１．映画の宣伝文句および描写と異なり、カバル・ラハリヤはダリトだけの団体ではない。（声明では、この団体がダリト女性によって率いられてはいるものの、ムスリム、その他の後進諸カースト〔OBC〕、および高カーストの女性たちもメンバーとして参加していること、そしてメンバーは必ずしも自分のカーストを公表しているわけではないことが述べられている。）２．この映画では、あたかもカバル・ラハリヤが特定の政党を批判しているかのように描かれているが、そのような事実はなく、地元で活動しているすべての政党を公平に取材している。
この映画によってカバル・ラハリヤという草の根団体が「誤って表象されている」（misrepresented）とする関連記事には、アメリカの非営利メディアNPR（National Public Radio）が掲載したものや、インドの主要オンライン（オルタナティブ）メディアの一つThe Quintが掲載したもの等がある。NPRの取材を受けたChambal Media（カバル・ラハリヤの親団体）のマネージャーは、このような誤った描写はカバル・ラハリヤの地元での評価や信頼を損ないかねないと危惧している。
なお、カバル・ラハリヤ（およびその前身といえる団体／新聞マヒラー・ダーキヤー）の来歴と活動内容については、2002年グジャラート暴動に関する著書で知られるジャーナリスト、ファラー・ナクヴィー（Farah Naqvi）の著書に詳述されている。ナクヴィーの著書からは、カバル・ラハリヤの貴重な草の根活動はそもそも「ダリト女性によって立ち上げられた」ものではなく、長年にわたるインド政府のプログラムやインド大都市のフェミニスト知識人たち（および彼女らのNGO）の介在によって初めて実現したものであることが分かる。